# Prima Bătălie pentru Aeroportul Donețk
Prima bătălie de la Aeroportul Donețk a fost un conflict între insurgenții separatiști asociați cu așa-zisa Republica Populară Donețk și forțele guvernamentale ucrainene. Conflictul a avut loc la Aeroportul Internațional Donețk la 26-27 mai 2014, ca parte a războiului din Donbas, care a început după revoluția ucraineană din 2014. O a doua bătălie pentru acest aeroport a izbucnit la 28 septembrie 2014 și este în desfășurare. Conflictul s-a terminat la 27 mai cu victoria trupelor ucrainene care au păstrat controlul asupra aeroportului din Donețk.

## Legături externe
- Bătălie pentru Aeroportul Internațional Donețk pe YouTube

## Vezi și
- Bătălia pentru Aeroportul Donețk